# Cyperus bernieri
Cyperus bernieri är en halvgräsart som beskrevs av Henri Chermezon. Cyperus bernieri ingår i släktet papyrusar, och familjen halvgräs. Inga underarter finns listade i Catalogue of Life.